# ويليام هايد رايس
ويليام هايد رايس (بالإنجليزية: William Hyde Rice)‏ هو سياسي أمريكي، ولد في 23 يوليو 1846 بهونولولو في الولايات المتحدة، وتوفي في 15 يونيو 1924 في الولايات المتحدة.